# Caxambu do Sul
Caxambu do Sul é um município do Estado de Santa Catarina, no Brasil.

## Topônimo
A palavra "Caxambu" tem etimologia discutida. Existem várias interpretações:
- tem origem no termo tupi kaxabu, que significa "mandacaru";[5]
- tem origem no termo de origem africana "caxambu", que designa:
  - um grande tambor;
  - um gênero musical;
  - um gênero de dança;
  - cartas que ficam viradas uma para outra no ato de embaralhar;[6]
  - morro em forma de tambor.[7]

## História
A região era território tradicionalmente habitado por povos guaranis e caingangues. A povoação europeia começou com a vinda de colonos oriundos do Estado do Rio Grande do Sul por volta do ano de 1893. O município inicialmente era um distrito do Município de Chapecó e concorria em termos de crescimento com a localidade de Linha Dom José, que distava cerca de seis quilômetros. Como Caxambu do Sul cresceu mais rapidamente, tornou-se sede do município pela Lei Estadual 866, de 14 de dezembro de 1962.

## Geografia
Localiza-se a uma latitude 27º09'40" sul e a uma longitude 52º52'43" oeste, estando a uma altitude de 318 metros. Sua população estimada em 2004 era de 4 902 habitantes.
Possui uma área de 143,57 km².
As confrontações do município são:
- Ao Norte: com o Município de Planalto Alegre.
- Ao Sul: Com o Rio Uruguai.
- Ao Oeste: Com o Município de Águas de Chapecó.
- Ao Leste: Com o Município de Guatambu.
Quanto à hidrografia, o rio mais importante que banha o município é o Rio Uruguai, situado na fronteira sul do município, que separa o Estado de Santa Catarina com o Rio Grande do Sul, mas outros rios também tem relativa importância tais como o Rio Lambedor, Lajeado Bonito e Rio Dom José.

## Religião
A maior parte da população pratica o catolicismo, mas é bastante marcante e atuante no município a Igreja Batista Independente, a Igreja do Evangelho Quadrangular e a Assembleia de Deus. A tradição religiosa é bastante marcante e praticamente todas as comunidades do interior têm, pelo menos, um templo religioso.